# کلسیم یدید
یدید کلسیم (به انگلیسی: Calcium iodide) با فرمول شیمیایی CaI۲ یک ترکیب شیمیایی با شناسه پاب‌کم ۶۶۲۴۴ است. که جرم مولی آن 293.887 g/mol (anhydrous) 365.95 g/mol (tetrahydrate) می‌باشد. شکل ظاهری این ترکیب، جامد سفید است.